# 孫武卿
孫武卿（1453年—？），字仲勳，浙江杭州府海寧縣人，民籍，明朝政治人物。

## 生平
浙江鄉試第五十九名舉人。弘治三年（1490年）中式庚戌科會試第九名，三甲第五十名進士。

## 家族
曾祖孫子華，贈右參議；祖父孫子良，右參政；父孫暲，右參政。母方氏（封恭人）。严侍下。兄文卿。弟忠卿、正卿。